# Pauia
Genre
Pauia est un genre de plantes de la famille des Solanaceae.